# Czubik

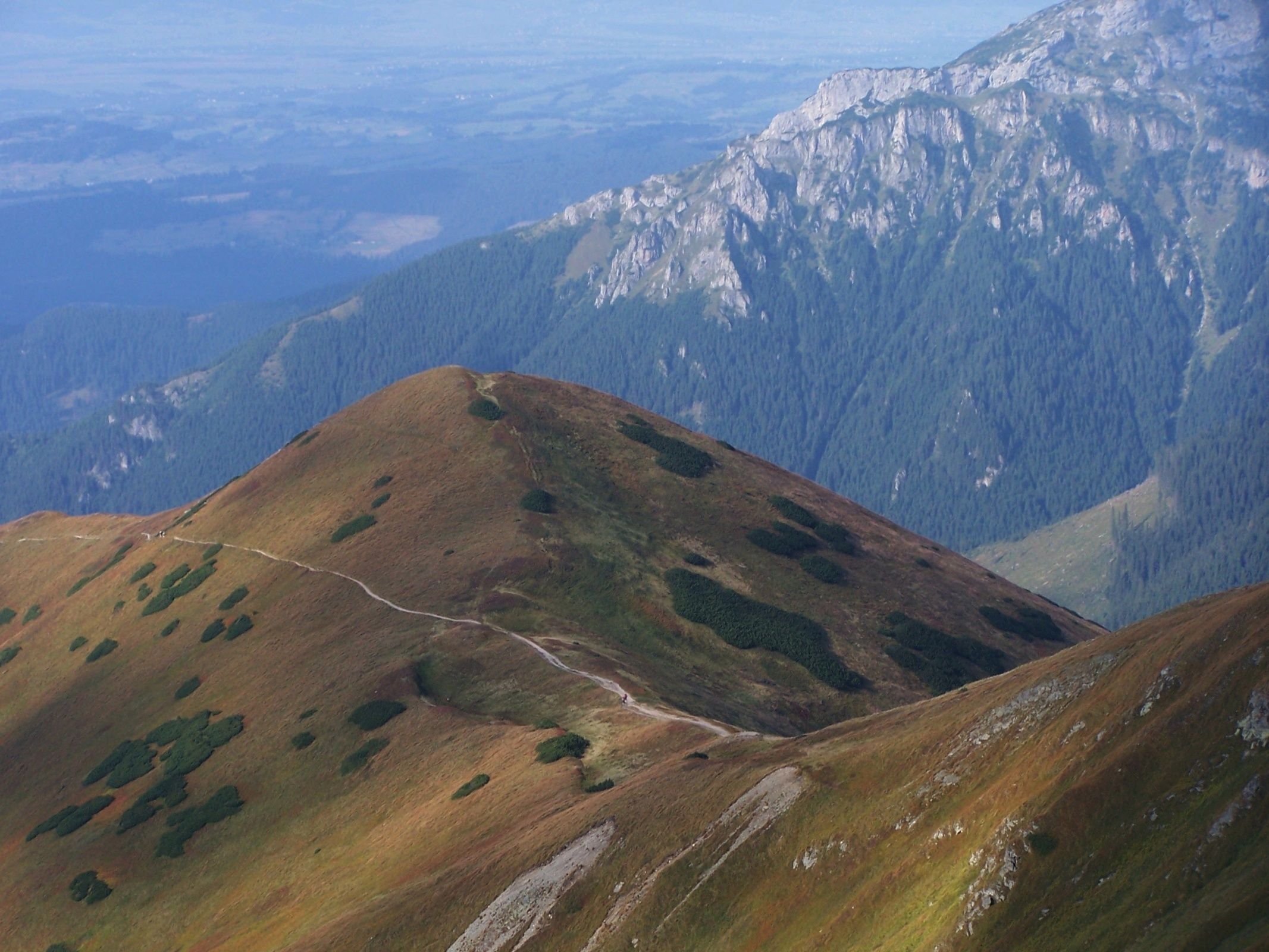
Vor dem Kominiarski Wierch

Die Czubik ist ein Berg in der polnischen Westtatra mit 1845 Metern Höhe. 

## Lage und Umgebung
Die Czubik liegt in der polnischen Tatra, zwischen den Tälern Dolina Chochołowska, konkret in seinem Höhental Dolina Jarząbcza, und Dolina Kościeliska, konkret in seinem Höhental Dolina Starorobociańska.

## Tourismus
Die Czubik ist bei Wanderern beliebt. 

### Routen zum Gipfel
Auf die Czubik führt ein Kammweg.
- ▬ Ein grün markierter Wanderweg führt vom Bergpass Iwaniacka Przełęcz über den Gipfel auf die Siwa Przełęcz und die Siwe Turnie zum Bergpass Liliowy Karb.

Als Ausgangspunkt für eine Besteigung aus den Tälern eignen sich die Ornak-Hütte und die Chochołowska-Hütte.

## Belege
- Zofia Radwańska-Paryska, Witold Henryk Paryski, Wielka encyklopedia tatrzańska, Poronin, Wyd. Górskie, 2004, ISBN 83-7104-009-1.
- Tatry Wysokie słowackie i polskie. Mapa turystyczna 1:25.000, Warszawa, 2005/06, Polkart, ISBN 83-87873-26-8.